# El bosque del piano
El bosque del piano (ピアノの森?) conocido en Japón como Piano no Mori: The Perfect World of Kai (ピ ア ノ の 森 - El mundo perfecto de KAI), es una serie de manga japonesa escrita e ilustrada por Makoto Isshiki. Fue serializado por Kodansha de 1998 a 2015, inicialmente en Young Magazine Uppers antes de transferirse a Weekly Morning. La serialización es irregular y se interrumpió en 2002 antes de reanudarse en 2006. La serie terminó después de 26 volúmenes encuadernados.. La serie fue adaptada a un largometraje de animación japonés de 2007 por el director Masayuki Kojima y la productora Madhouse. La película contó con las actuaciones del renombrado pianista Vladimir Ashkenazy. Una adaptación de la serie de televisión de anime producida por Gaina se estrenó del 8 de abril de 2018 al 14 de abril de 2019 en NHK.

## Argumento
El bosque del piano es una historia que sigue a Kai Ichinose, un niño que vive en el barrio rojo pero se escapa de noche para tocar el piano en el bosque. Shuhei Amamiya, hijo de un pianista profesional en la escuela primaria, se transfiere a la primaria Moriwaki, la escuela primaria de Kai. Pero no pasa mucho tiempo antes de que Shuhei sea molestado por los matones de la clase y se involucre en un desafío para tocar el misterioso piano en el bosque, lo que lo lleva a su encuentro con Kai, quien parece ser el único capaz de obtener sonido. fuera del piano que se pensaba que estaba roto. La habilidad de Kai le gana el respeto de Shuhei y su maestro de música, el ex maestro pianista Sosuke Ajino. Tanto Shuhei como Ajino intentan que Kai tome lecciones de piano adecuadas, pero Kai al principio se resiste a perfeccionar su técnica para tocar el piano. Sin embargo, después de escuchar a Sosuke tocar una Pieza de Chopin que parece que no puede tocar él mismo, cede.

## Personajes
Kai Ichinose (一 ノ 瀬 海, Ichinose Kai )
Interpretado por: Soma Saito , Ryoko Shiraishi (niño) (japonés); Johnny Yong Bosch (inglés)
Kai es hijo de una prostituta. Es un estudiante de primaria que a menudo toca el misterioso piano en el bosque. Tiene la capacidad de recordar instantáneamente cualquier pieza de piano que escuche y reproducirla perfectamente. En el futuro, es un pianista de renombre.
Sōsuke Ajino (阿 字 野 壮 介, Ajino Sōsuke )
Interpretado por: Junichi Suwabe (japonés); Kyle McCarley (inglés)
Sosuke es el profesor de música en la escuela de Kai y Shuhei. En su juventud fue un famoso pianista que ganó varios premios por su interpretación, sin embargo su carrera terminó abruptamente luego de que un accidente lesionara su mano izquierda y matara a su prometida. Después de descubrir la afinidad de Kai por el piano, se convierte en su maestro.
Shūhei Amamiya (雨 宮 修 平, Amamiya Shūhei )
Interpretado por: Natsuki Hanae , Yō Taichi (joven) (japonés); Griffin Burns (inglés)
Shuhei es un estudiante transferido de Tokio que rápidamente se hace amigo de Kai debido a su amor por el piano.
Wei Pang (パ ン ・ ウ ェ イ, Pan Uey )
Interpretado por: Yuichi Nakamura (japonés); Griffin Puatu (inglés)
Un pianista chino que estudia en el extranjero en Polonia. Es uno de los participantes en el Concurso Internacional de Piano Chopin y es el favorito para ganar. Su estilo de piano suena inquietantemente similar al de Ajino antes de su accidente.
Lech Szymanowski (レ フ シ マ ノ フ キ, Ref Shimanofuki )
Interpretado por: Kenn (japonés); Tristan Wright (inglés)
Pianista polaco y uno de los participantes del Concurso Internacional de Piano Chopin. A menudo se le llama la "Nueva Estrella de Polonia".
Takako Maruyama (丸山 誉 子, Maruyama Takako )
Interpretado por: Aoi Yūki (japonés); Cristina Vee (inglés)
Takako aparece como uno de los participantes en el concurso regional de piano. Kai la inspiró para convertirse en una mejor pianista.
Sophie Ormesson (ソ フ ィ ・ オ ル メ ッ ソ ン, Soffi Orumeson )
Interpretado por: Mariya Ise (japonés); Erika Harlacher (inglés)
Karol Adamski (カ ロ ル ・ ア ダ ム ス キ, Karoru Adamusuki )
Interpretado por: Katsuyuki Konishi (japonés); Doug Erholtz (inglés)
Namie Amamiya (雨 宮 奈 美 恵, Amamiya Namie )
Interpretado por: Marie Miyake (japonés); Julie Ann Taylor (inglés)
Namie es la madre de Shuhei.

## Desarrollo
Makoto Isshiki se inspiró para escribir El bosque del piano cuando vio un documental que mostraba a Stanislav Bunin ganando el Concurso Internacional Frédéric Chopin de Piano en 1985.

## Medios

### Manga
El bosque del piano fue publicado por Kodansha en Japón, que serializó la serie en Young Magazine Uppers 1998 a 2004, y en Weekly Morning de 2004 a 2005. La serie se publicó en 26 volúmenes tankōbon, y el primer volumen se publicó el 6 de agosto de 1999 y el volumen final publicado el 22 de diciembre de 2015.
La serie tiene licencia de Sharp Point Press en Taiwán. Kodansha Comics adquirió la serie para su publicación en inglés y está lanzando los volúmenes digitalmente.

### Película de Anime
En 2007 se estrenó una adaptación al cine, producida por el estudio Madhouse y dirigida Masayuki Kojima, conocido principalmente como director de series de anime como Master Keaton, Monster y Made in Abyss, esta película abarca la primera etapa de la obra, durante la infancia de los protagonistas terminando en la primera competencia de piano donde interpretan como pieza obligatoria Sonata para piano n.° 8 de Wolfgang Amadeus Mozart. La película logró obtener una nominación a los Premios de la Academia Japonesa y otra en el Festival Internacional de Animación de Annecy.

### Serie de Anime
Una adaptación a serie de televisión de anime producida por Gaina se emitió del 8 de abril de 2018 al 14 de abril de 2019 en NHK. La primera temporada está dirigida por Gaku Nakatani. Ryūtarō Suzuki como director de la serie, Aki Itami y Mika Abe están a cargo de la composición de la serie, y Sumie Kinoshita se encarga de los diseños de personajes. Harumi Fuuki está componiendo la música de la serie. El anime fue originalmente listado para emitirse durante 12 episodios, pero luego se anunció que saldrá al aire durante 24 episodios. Los 24 episodios se emitirán en dos temporadas, la primera temporada se emitió de abril a julio de 2018 y la segunda temporada se emitió de enero a abril de 2019. Hiroyuki Yamaga estuvo al cargo de director para la segunda temporada, mientras que la mayor parte del personal y el elenco repetirián sus roles. Netflix ha anunciado que adquirió los derechos exclusivos de transmisión de la serie en todo el mundo, la transmitió simultáneamente en Japón y la lanzó a nivel mundial en septiembre de 2018.